# 托勒密撞擊坑 (火星)
托勒密撞擊坑（英語：Ptolemaeus Crater）是位於火星法厄同區的一個撞擊坑，中心座標46.21°S，157.6°W。該撞擊坑直徑165.18公里，以古希臘天文學家托勒密命名

## 富含冰的地層
火星表面大部分區域被一般認為是砂和冰混合物組成的表面平坦厚地層覆蓋。這種富含冰的地層厚度約數公尺，並且會使火星地表變得平坦，但有些地方的地形是類似籃球表面的凹凸不平狀。在特定情形下冰將熔化，且水將流往陡坡上形成沖溝。因為這些地層上少有撞擊坑，所以是屬於較年輕的區域。一個很適合觀察這類地形的區域就是火星侦察轨道器的 HiRISE 拍攝的托勒密撞擊坑環區域。
火星公轉軌道和自轉軸傾斜角度的變化會使火星的冰層分布產生極大影響，最南可到達相當於美國德克薩斯州的緯度。在特定氣候變遷週期中，水蒸氣會從極區的冰冠離開進入大氣層。水會在低緯度區域以霜或雪的形式和塵埃混合後回到地表。火星大氣層中有大量的細顆粒塵埃，水蒸氣會在這些塵埃上凝結，使塵埃重量增加後向地表降落。當火星表面的冰回到大氣層以後，會在地表留下塵埃隔絕地下的冰層。

## 流行文化
- 在机动战士高达SEED里的托勒密撞击坑被作为军事基地，是为托勒密月面基地（英语：Ptolemaeus Lunar Base)。

## 圖集

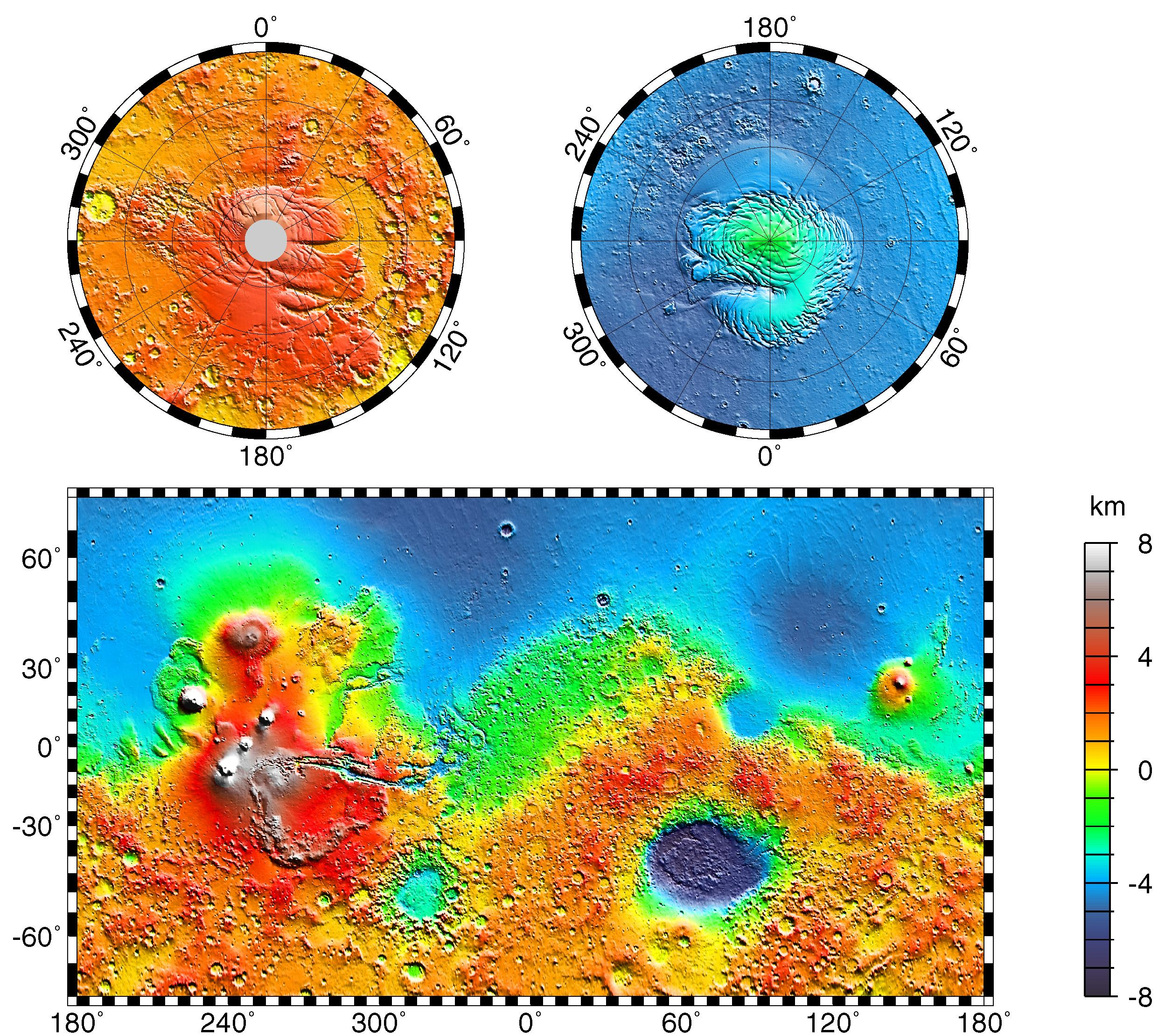
火星地形圖中可看到極高處的火山以白色表示。接近火星赤道可見三座排成一直線並向南指向法厄同區的火山，以及有許多沖溝的三個大撞擊坑。點選影像可看大圖。